# 亚当·哈卢斯卡
亚当·哈卢斯卡（英語：Adam Haluska，1983年11月16日—），生于爱荷华州卡洛爾縣 (愛阿華州)卡洛尔，美国职业篮球运动员，司职得分后卫。

## 大学时期
哈卢斯卡进入爱荷华州立大学，在球队中司职得分后卫，在大学期间他共计取得了1,847分。在2007年成为大十联盟全明星阵容，几周后又成为2007学院全美明星阵容(Academic All-American)。亚当在为爱荷华州立大学效力了一个赛季，随后在新秀赛季结束后就转学来到爱荷华大学。

## NBA生涯
哈卢斯卡在2007年NBA选秀中第二轮第43顺位被新奥尔良黄蜂队所摘得。